# Ligat ha'Al 2023-2024 (pallacanestro)
La Ligat ha'Al 2023-2024 è la 70ª edizione del massimo campionato israeliano di pallacanestro maschile.

## Regular season
| Pos | Squadra                 | G  | V  | P  | GF   | GS   | DG   | %    | Qualificazione o retrocessione |
| --- | ----------------------- | -- | -- | -- | ---- | ---- | ---- | ---- | ------------------------------ |
| 1   | Maccabi Tel Aviv        | 24 | 21 | 3  | 2202 | 1899 | +303 | ,875 | Qualificate al gruppo A        |
| 2   | Hapoel Tel Aviv         | 24 | 18 | 6  | 2251 | 1971 | +280 | ,750 | Qualificate al gruppo A        |
| 3   | Maccabi Ironi Ramat Gan | 24 | 18 | 6  | 2039 | 1928 | +111 | ,750 | Qualificate al gruppo A        |
| 4   | Hapoel Gerusalemme      | 24 | 14 | 10 | 1967 | 1929 | +38  | ,583 | Qualificate al gruppo A        |
| 5   | Hapoel Holon            | 24 | 13 | 11 | 1966 | 1904 | +62  | ,542 | Qualificate al gruppo A        |
| 6   | Ironi Kiryat Ata        | 24 | 12 | 12 | 1987 | 2030 | −43  | ,500 | Qualificate al gruppo A        |
| 7   | Bnei Herzliya           | 24 | 11 | 13 | 1971 | 2004 | −33  | ,458 | Qualificate al gruppo B        |
| 8   | Hapoel Haifa            | 24 | 11 | 13 | 1982 | 2139 | −157 | ,458 | Qualificate al gruppo B        |
| 9   | Hapoel Afula            | 24 | 10 | 14 | 1947 | 1939 | +8   | ,417 | Qualificate al gruppo B        |
| 10  | Ironi Nes Ziona         | 24 | 9  | 15 | 1962 | 2017 | −55  | ,375 | Qualificate al gruppo B        |
| 11  | Hapoel Eilat            | 24 | 7  | 17 | 1830 | 2029 | −199 | ,292 | Qualificate al gruppo B        |
| 12  | Hapoel Galil Elyon      | 24 | 6  | 18 | 1961 | 2138 | −177 | ,250 | Qualificate al gruppo B        |
| 13  | Hapoel Be'er Sheva      | 24 | 6  | 18 | 1984 | 2122 | −138 | ,250 | Qualificate al gruppo B        |

## Seconda fase

### Poule play-off
| Pos | Squadra                 | G  | V  | P  | GF   | GS   | DG   | %    | Qualificazione o retrocessione |
| --- | ----------------------- | -- | -- | -- | ---- | ---- | ---- | ---- | ------------------------------ |
| 1   | Maccabi Tel Aviv        | 29 | 25 | 4  | 2670 | 2310 | +360 | ,862 | Qualificate ai play-off        |
| 2   | Hapoel Tel Aviv         | 29 | 21 | 8  | 2663 | 2348 | +315 | ,724 | Qualificate ai play-off        |
| 3   | Maccabi Ironi Ramat Gan | 29 | 18 | 11 | 2427 | 2348 | +79  | ,621 | Qualificate ai play-off        |
| 4   | Hapoel Gerusalemme      | 29 | 18 | 11 | 2391 | 2325 | +66  | ,621 | Qualificate ai play-off        |
| 5   | Hapoel Holon            | 29 | 16 | 13 | 2357 | 2321 | +36  | ,552 | Qualificate ai play-off        |
| 6   | Ironi Kiryat Ata        | 29 | 13 | 16 | 2388 | 2493 | −105 | ,448 | Qualificate ai play-off        |

### Poule retrocessione
| Pos | Squadra            | G  | V  | P  | GF   | GS   | DG   | %    | Qualificazione o retrocessione |
| --- | ------------------ | -- | -- | -- | ---- | ---- | ---- | ---- | ------------------------------ |
| 1   | Hapoel Haifa       | 30 | 15 | 15 | 2481 | 2664 | −183 | ,500 | Qualificate ai play-off        |
| 2   | Ironi Nes Ziona    | 30 | 14 | 16 | 2465 | 2461 | +4   | ,467 | Qualificate ai play-off        |
| 3   | Hapoel Afula       | 30 | 12 | 18 | 2431 | 2435 | −4   | ,400 |                                |
| 4   | Bnei Herzliya      | 30 | 12 | 18 | 2449 | 2503 | −54  | ,400 |                                |
| 5   | Hapoel Galil Elyon | 30 | 10 | 20 | 2469 | 2598 | −129 | ,333 |                                |
| 6   | Hapoel Be'er Sheva | 30 | 9  | 21 | 2481 | 2646 | −165 | ,300 |                                |
| 7   | Hapoel Eilat       | 30 | 9  | 21 | 2333 | 2553 | −220 | ,300 | Rotrocessa in Liga Leumit      |

## Play-off
|  | Quarti di finale | Quarti di finale | Quarti di finale | Quarti di finale | Quarti di finale | Quarti di finale | Quarti di finale |  |  | Semifinali | Semifinali       | Semifinali       | Semifinali       | Semifinali       | Semifinali      | Semifinali |    |    | Finale | Finale           | Finale           | Finale           | Finale | Finale | Finale |  |
|  |                  |                  |                  |                  |                  |                  |                  |  |  |            |                  |                  |                  |                  |                 |            |    |    |        |                  |                  |                  |        |        |        |  |
|  | 1                | Maccabi Tel Aviv | Maccabi Tel Aviv | Maccabi Tel Aviv | 109              | 99               | 105              |  |  |            |                  |                  |                  |                  |                 |            |    |    |        |                  |                  |                  |        |        |        |  |
|  | 8                | Ironi Nes Ziona  | Ironi Nes Ziona  | Ironi Nes Ziona  | 83               | 66               | 64               |  |  | 1          | Maccabi Tel Aviv | Maccabi Tel Aviv | Maccabi Tel Aviv | Maccabi Tel Aviv | 89              | 82         |    |    |        |                  |                  |                  |        |        |        |  |
|  | 4                | H. Gerusalemme   | H. Gerusalemme   | H. Gerusalemme   | 93               | 70               | 93               |  |  | 4          | H. Gerusalemme   | H. Gerusalemme   | H. Gerusalemme   | H. Gerusalemme   | 82              | 73         |    |    |        |                  |                  |                  |        |        |        |  |
|  | 5                | Hapoel Holon     | Hapoel Holon     | Hapoel Holon     | 86               | 68               | 75               |  |  |            |                  |                  |                  |                  |                 |            |    |    | 1      | Maccabi Tel Aviv | Maccabi Tel Aviv | Maccabi Tel Aviv | 84     | 67     | 82     |  |
|  | 2                | Hapoel Tel Aviv  | Hapoel Tel Aviv  | Hapoel Tel Aviv  | 97               | 100              | 83               |  |  |            |                  | 2                | Hapoel Tel Aviv  | Hapoel Tel Aviv  | Hapoel Tel Aviv | 76         | 85 | 74 |        |                  |                  |                  |        |        |        |  |
|  | 7                | Hapoel Haifa     | Hapoel Haifa     | Hapoel Haifa     | 66               | 91               | 65               |  |  | 2          | Hapoel Tel Aviv  | Hapoel Tel Aviv  | Hapoel Tel Aviv  | 79               | 70              | 100        |    |    |        |                  |                  |                  |        |        |        |  |
|  | 3                | M.I. Ramat Gan   | M.I. Ramat Gan   | M.I. Ramat Gan   | 94               | 84               | 72               |  |  | 6          | Ironi Kiryat Ata | Ironi Kiryat Ata | Ironi Kiryat Ata | 82               | 62              | 83         |    |    |        |                  |                  |                  |        |        |        |  |
|  | 6                | Ironi Kiryat Ata | Ironi Kiryat Ata | Ironi Kiryat Ata | 95               | 94               | 74               |  |  |            |                  |                  |                  |                  |                 |            |    |    |        |                  |                  |                  |        |        |        |  |

## Premi

### Riconoscimenti individuali
| Riconoscimento                | Giocatore       | Squadra          |
| ----------------------------- | --------------- | ---------------- |
| MVP regular season            | Roman Sorkin    | Maccabi Tel Aviv |
| MVP regular season israeliano | Roman Sorkin    | Maccabi Tel Aviv |
| MVP finali                    | Roman Sorkin    | Maccabi Tel Aviv |
| Miglior allenatore            | Sharon Avrahami | Ironi Kiryat Ata |
| Giocatore rivelazione         | Ben Saraf       | Ironi Kiryat Ata |
| Miglior sesto uomo            | / Jordan Cohen  | M.I. Ramat Gan   |
| Giocatore più migliorato      | Shahar Amir     | Hapoel Holon     |
| Migliore difensore            | Guy Palatin     | Ironi Kiryat Ata |

### Quintetti ideali
| All-Israeli League Fisrt Team 2023-2024 | All-Israeli League Fisrt Team 2023-2024 | All-Israeli League Second Team 2023-2024 | All-Israeli League Second Team 2023-2024 |
| --------------------------------------- | --------------------------------------- | ---------------------------------------- | ---------------------------------------- |
| Roi Huber                               | Hap. Galil Elyon                        | Tamir Blatt                              | Maccabi Tel Aviv                         |
| Levi Randolph                           | H. Gerusalemme                          | James Batemon                            | Ironi Kiryat Ata                         |
| Tomer Ginat                             | Hapoel Tel Aviv                         | Adam Ariel                               | M.I. Ramat Gan                           |
| Roman Sorkin                            | Maccabi Tel Aviv                        | Jaylen Hoard                             | Hapoel Tel Aviv                          |
| Amin Stevens                            | Ironi Kiryat Ata                        | Justin Smith                             | Hapoel Holon                             |